# Eurosport
Eurosport是歐洲最大型的衛星和有線電視體育頻道，由華納兄弟探索擁有，能在54個地區收看和發送20種不同的語言。曾經是法國廣播業鉅子TF1集团的旗下頻道。2012年12月，探索通信入股20%，並於幾年後最終向TF1買下Eurosport 100%股份。

## 節目內容
Eurosport會給觀眾播放的賽事包括歐洲聯賽冠軍盃、歐洲超級盃、歐洲足協盃、達卡拉力賽、蒙特卡洛拉力赛、奧運會、單車、網球、澳洲足球聯賽、冬季賽事、滑冰及衝浪。

## 歷史

曾經使用的標誌

Eurosport創立於1989年2月5日，是歐洲廣播聯盟和天空電視台的合資企業。由於競爭者Screensport對其企業結構向歐盟委員會提出控訴，Eurosport 於1991年5月被關閉。然而TF1集團臨危受命，取代英國天空廣播公司的角色，使得頻道被保留下來。一個新的 Eurosport 頻道於同月開播。 
1993年3月1日，有線和衛星頻道業者 Screensport 併購 Eurosport。Eurosport 後來由一個法國經營聯盟所掌控，其團隊成員包括TF1集團、Canal+集團和Havas影像等。自2001年1月起，TF1 已完全擁有經營權。

## 合作伙伴
在歐洲，Eurosport 基本上扮演數位電視服務供應商的角色。自1999年以來，Eurosport 提供多種選擇的體育內容服務，包括不同語言、廣告和評論等選項。Eurosport 通常是一個獨立的頻道，提供標準化的內容版本（以英語播放的Eurosport 國際版）。
除此之外，也有一些地區性的 Eurosport 頻道，包括法國、英國、意大利、德國、波蘭、北歐地區和亞太地區。這些頻道提供了更廣泛的體育內容，包括當地的體育賽事，有時也會利用其他的泛歐洲影片來源。
在亞太地區，Eurosport 提供了一個特別頻道，中文名稱為「歐洲體育頻道」，2009年11月15日開播。在澳大利亞，Foxtel、Austar和Optus的訂戶可以直接收看。

## 其他頻道
- Eurosport HD
- Eurosport 3D
- Eurosport 2
- Eurosport News
- British Eurosport

## 外部連結
- 官方網站（页面存档备份，存于）
- Eurosport節目表
- Eurosport 2節目表